# Айн-Шамс

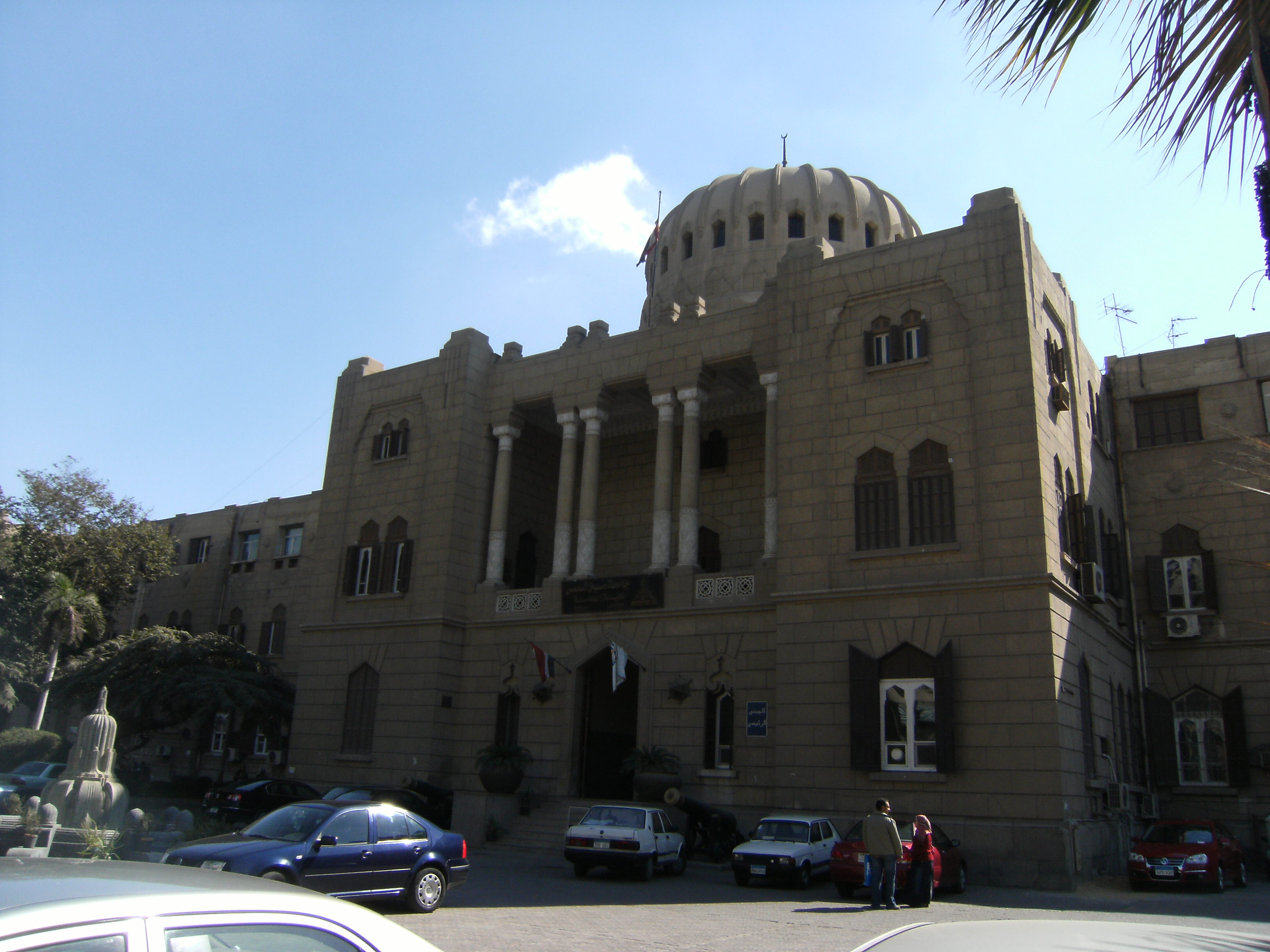
Інженерний факультет Університету Айн-Шамс

Айн-Шамс (араб. عين شمس) — передмістя Каїра, столиці Єгипту.

## Походження
Назва району арабською означає «око Сонця». Айн-Шамс збудований на вершині стародавнього міста Геліополіса, колишнього центру духовного поклоніння богам Сонця стародавніми єгиптянами.

## Сучасність
У передмісті розташований однойменний Університет.